# 鍾欣潼
鍾欣潼（1981年1月21日—），本名鍾嘉勵（英語：Gillian Chung Ka-Lai），曾用名锺狄珊，曾用藝名锺欣桐，暱稱阿嬌，香港女歌手、演員，女子團體Twins成員，1999年暑假留澳回港繼續兼職模特兒，2000年與英皇娛樂簽約，和蔡卓妍組成Twins，2001年以歌曲《明愛暗戀補習社》出道紅遍香港。
锺欣潼曾於2005年憑藉電影《公主復仇記》入圍香港電影金紫荊獎最佳女主角；2011年憑《女媧傳說之靈珠》榮獲華鼎獎最佳女演員、2017年憑電影《羅曼蒂克消亡史》入圍第十七屆華語電影傳媒大獎最佳女配角殊榮。

## 經歷

### 早年生涯
鍾欣潼於1981年1月21日出生於英屬香港，一歲喪父，其後母親改嫁，繼父湊巧同樣姓鍾，並誕下一名比她年幼16歲的妹妹鍾芷茵。鍾欣潼幼時參加過女童軍，早年就讀青揚英文小學和油蔴地天主教小學，畢業於九龍真光中學。1999年暑假回港繼續兼職模特工作，後被英皇娛樂相中並簽約。
鍾欣潼曾在節目《因為是朋友呀》中自述：
我幾乎是沒有童年，我可以說我是進娛樂圈才開始我的生命。我媽媽也沒有照顧得很好，爸爸也不在了。她（媽媽）也不是一個壞人，就是年紀很小的時候就已經有了我，也不太懂怎麼去照顧一個小朋友，教育一個小朋友，所以很多的東西，我也是進娛樂圈之後才慢慢學的，我是沒有安全感的人。
我以前是不想表達，就害怕，我覺得旁邊的人會害我，身邊沒有可以保護我的人。我小時候我媽媽把我給不同的家庭照顧，照顧我的那個家庭他一直就敲我的頭，我跟我媽媽說她不相信，就沒有家長相信，最後我就去了我的舅舅家，就是他們我表弟三個，他們洗完澡的水才給我洗⋯⋯我只是很努力的在活著。

### 歌唱事業
2000年，為養家入行，與英皇娛樂簽約。2001年5月18日，她與蔡卓妍合組女子組合Twins，出道後深受歌迷歡迎，成為當紅的偶像。其首張同名EP推出首日即告售罄，市面炒至港幣400元，並於年底各大樂壇頒奬禮中橫掃所有新人、組合獎項。
2002年9月，當時僅21歲的鍾欣潼在紅磡香港體育館舉行演唱會《Ichiban興奮演唱會》，成為首位女子團體及最年輕於紅館開唱歌手的紀錄保持者。Twins更曾於2003年度奪得「四台聯頒音樂大獎—傳媒大獎」。
2004年，Twins憑電影系列《千機變》在台灣走紅，並赴台錄音，準備進軍國語市場。隔年3月，發行首張國語專輯《見習愛神》；也在台灣和中國大陸開啟各大校園演唱及國內演唱會；全亞洲熱賣80多萬張。該專輯擠進台灣2005年度玫瑰大眾風雲榜「二十大暢銷專輯」排名第19名。以及《五大金榜》拿下「首周銷售冠軍」，台灣粉絲團達十萬人。
2006年2月，Twins推出第二張國語唱片《八十塊環遊世界》全亞洲銷量百萬張，銷量再創佳績。同年，Twins獲香港杜莎夫人蠟像館邀請於館內設立蠟像，成為華語女子團體唯一受邀明星。同年5月出席由MTV主辦的MTV亞洲大獎中首次以組合身份奪得「香港地區最受歡迎歌手」並於2007年度「十大勁歌金曲頒獎典禮」中以Twins團體名義奪得「亞太區最受歡迎香港女歌星」。
2008年1月底，鍾欣潼捲入「陳冠希裸照事件」，令形象受損，陷入低潮，因此選擇暫時退出娛樂圈。2009年3月10日復出，隨後其獨唱歌曲《生活在他方》、《心多》相繼派台並表示將推出個人專輯。
2010年3月27日，首張個人專輯《人人彈起》與Twins同名精選唱片於同日推出，一推出即賣斷市並獲頒金唱片。4月於紅館舉行三場《人人弹起世界巡迴演唱會》。11月18日推出第二張廣東EP個人專輯《Move On》，於開售第二天便售罄斷市，獲頒金唱片銷售佳績。
2011年中，Twins推出國語專輯《3650》，亞洲大賣42萬張。並於香港舉辦「3650新城演唱會」，慶祝Twins成立十周年，攜手同心3650個日子。
2012年，Twins推出全新廣東專輯《2 Be Free》，隨後阿嬌立即到內地投入電影《愛情不NG》及《葉問：終極一戰》的拍攝工作。8月15日，她與吳克羣的合唱歌《全部都給你》MV網上首發，MV在一個月內，觀看次數突破200萬，並於2014年達千萬點閱率，翌年以高達兩千萬點閱率成為Youtube史上最高華語對唱歌點擊率。11月，承認與一名韓籍男子交往。
2013年2月14日，與胡彥斌的合唱歌《在一起》MV網上首發。4月9日，她首張個人國語專輯《桐花》接受iTunes預購，同日新碟第一主打《慣性冬眠》派台。5月28日，發行首張個人國語專輯《桐花》；2013年6月7日，《桐花》得到《香港唱片商會銷量榜》第三名，大陸地區達雙白金銷量。8月26日，阿嬌宣布其藝名改為鍾欣潼。
2014年3月1日，憑個人首張國語專輯《桐花》獲IFPI香港唱片銷量大獎十大銷量國語唱片。同月27日獲得《QQ音樂2014年度盛典》：年度熱歌金曲獎《桐花》、校園最受歡迎歌手等兩項大獎，於頒獎禮上透露第二張國語專輯的歌曲已完成錄製。
2014年4月29日，第2張國語專輯的主打《一輩子》正式於iTunes上首發，並於KKBOX、QQ音樂、YouTube面世，由前信樂團主唱信親自作曲作詞，特別為阿嬌私人訂制。單曲面世不足三天即登上音悅V榜－港台篇第一名，並於音悦台破800萬點擊率。
2014年6月19日，第二張國語專輯《完整愛》發行，專輯請來好友張韶涵合唱同名主打歌，伴隨EP發行同期發布專輯同名微電影《完整愛》。阿嬌在採訪中表示此專輯很想但未請阿Sa助陣，因為希望下一張是她們一起的Twins專輯。8月28日，以專輯《完整愛》獲新城國語力頒發三項音樂獎項，分別為亞洲人氣偶像獎、2014年度歌曲獎（《一輩子》），與師弟羅力威憑《星星的眼淚》獲得「2014合唱歌曲獎」。

### 戲劇事業
2003年，奪得華語電影傳媒大獎觀眾票選最受歡迎女演員。2005年，與吳彥祖主演的《公主復仇記》首次入圍第10屆金紫荊獎最佳女主角，亦被邀請擔任第25屆香港電影金像獎形象大使。
2011年上半年，阿嬌在中國大陸接拍多部電影及電視劇，主力在戲劇發展，一口氣接拍五部電視劇及一部電影。2013年3月，於上海拍攝電影《王牌》。4月，赴北京拍攝中國3D電影《白狐》。9月28日，主演的3D電影《白狐》在中國大陸上映，隨著票房成績亮眼其人氣更上一層樓。
2014年7月2日，同名遊戲改編的電視劇《古劍奇譚》在湖南衛視播出，阿嬌飾演在原遊戲中非常受歡迎的巽芳。2017年4月22日，阿嬌透露六月將赴台灣拍攝偶像劇，長達三個月。
2017年8月7日，由搜狐視頻製作的偶戲劇《動物系戀人啊》於台灣台北正式開機，同劇演員賀軍翔、張睿家、隋棠、洪卓立等人演出；金牌導演瞿友寧執導。2017年8月底憑藉電影《羅曼蒂克消亡史》入圍第十七屆華語電影傳媒大獎最佳女配角殊榮。

## 個人生活

### 感情生活
2017年10月，鍾欣潼承認戀上台灣醫師賴弘國；2018年1月31日凌晨，她在社交網站宣佈婚訊。2018年5月25日，兩人在洛杉磯舉行婚禮。2018年12月18日，兩人在香港九龍尖沙咀舉行註冊儀式。12月20日，於香港麗思卡爾頓酒店舉行婚禮宴客。
2020年3月，鍾欣潼被揭發於直播平台中打賞20歲中國網紅余衍隆，合共6萬元人民幣並點唱兩首歌，引發婚變傳聞；及後，英皇娛樂高層霍汶希表示公司一直有留意大陸有潛質的網紅，為鍾欣潼澄清她只是好奇才看直播，打賞鼓勵。
2020年3月，賴弘國接到鍾欣潼打去的電話，告知：以為婚後會慢慢愛上他，但真的沒辦法。 5月8日，鍾欣潼經公司代表確認雙方已經簽了分居協議。

### 意外
2020年9月7日，鍾欣潼於中國廈門進行拍攝工作時，在酒店房間發生意外，頭部嚴重受傷。及後經理人霍汶希獲悉後勒令暫停工作。

## 音樂作品

### 個人唱片
- 註：專輯詳細資訊請參見專輯條目，團體作品詳見於Twins之條目。

### 個人專輯
| 專輯 # | 專輯名稱              | 專輯類型 | 發行公司                      | 發行日期       | 曲目 |
| ------ | --------------------- | -------- | ----------------------------- | -------------- | --- |
| 1st    | 人人彈起              | EP       | 英皇娛樂                      | 2010年3月27日  | 曲目 CD 1. 心多 2. 什麼是潮流 Feat.陳偉霆 3. 生活在他方 4. 天后站出發 5. 橙路 6. 就在現場 Feat.陳偉霆《什麼是潮流》國語版 DVD 1. 心多 2. 生活在他方 3. 什麼是潮流 Feat.陳偉霆                                                     |
| 2nd    | Move On...            | EP       | 英皇娛樂                      | 2010年11月18日 | 曲目 CD 1. 浪花上的人 2. 放低過去 3. 你不會懂 4. 心靜自然強 5. 一生一世（方力申合唱） DVD 1. 浪花上的人 2. 放低過去 3. 你不會懂 4. 一生一世                                                                                       |
| 3rd    | 桐花                  | 國語大碟 | 英皇娛樂                      | 2013年5月28日  | 曲目 CD 1. 慣性冬眠 2. 桐花 3. 風象 4. 在一起 (合唱版)與胡彥斌合唱 5. 哈氣 6. 回家以後 7. 小璇 8. 你說的我都愛 9. 我很幸福 10. 全部都給你 與吳克群合唱 11. 在一起 (獨唱版) DVD 1. 慣性冬眠 2. 回家以後 3. 桐花 4. 在一起 (合唱版) |
| 3rd    | 桐花 數位版           | 國語大碟 | 英皇娛樂                      | 2013年5月28日  | 曲目 CD 1. 慣性冬眠 2. 在一起 (獨唱版) 3. 桐花 4. 哈氣 5. 哈氣 6. 回家以後 7. 小璇 8. 你說的我都愛 9. 我很幸福 10. 全部都給你 與吳克群合唱 11. 在一起 (合唱版) 與胡彥斌合唱                                                       |
| 3rd    | 桐花 台灣版           | 國語大碟 | 英皇娛樂                      | 2013年6月4日   | 曲目 CD 1. 慣性冬眠 2. 桐花 3. 風象 4. 在一起 (合唱版)與胡彥斌合唱 5. 哈氣 6. 回家以後 7. 小璇 8. 你說的我都愛 9. 我很幸福 10. 全部都給你 與吳克群合唱 11. 在一起 (獨唱版) DVD 1. 慣性冬眠 2. 回家以後 3. 桐花 4. 在一起 (合唱版) |
| 3rd    | 桐花 中國大陸版       | 國語大碟 | 英皇娛樂 提供 天凱唱片 發行   | 2013年6月4日   | 曲目 CD 1. 慣性冬眠 2. 桐花 3. 風象 4. 在一起 (合唱版) 與胡彥斌合唱 5. 哈氣 6. 回家以後 7. 小璇 8. 你說的我都愛 9. 我很幸福 10. 全部都給你 與吳克群合唱 11. 在一起 (獨唱版) DVD 1. 慣性冬眠 2. 在一起 (合唱版)                    |
| 4th    | 完整愛                | 國語EP   | 英皇娛樂                      | 2014年6月19日  | 曲目 CD 1. 星星的眼淚 與羅力威合唱 2. 一輩子 3. 因為什麼 4. 完整愛 與張韶涵合唱 5. 最美好的未來 DVD 1. 星星的眼淚 MV 2. 一輩子 MV 3. 因為什麼 MV 4. 完整愛 MV 與張韶涵合唱 5. 完整愛 微電影                                       |
| 4th    | 完整愛 iTunes普通版   | 國語EP   | 英皇娛樂                      | 2014年6月19日  | 曲目 CD 1. 星星的眼淚 與羅力威合唱 2. 一輩子 3. 因為什麼 4. 完整愛 與張韶涵合唱 5. 最美好的未來 DVD 1. 星星的眼淚 MV 2. 一輩子 MV 3. 因為什麼 MV 4. 完整愛 MV 與張韶涵合唱 5. 完整愛 微電影                                       |
| 4th    | 完整愛 iTunes豪華版   | 國語EP   | 英皇娛樂                      | 2014年6月19日  | 曲目 CD 1. 星星的眼淚 與羅力威合唱 2. 一輩子 3. 因為什麼 4. 完整愛 與張韶涵合唱 5. 最美好的未來 6. 星星的眼淚（KTV版） 7. 一輩子（KTV版） 8. 因為什麼（KTV版） 9. 完整愛（KTV版） 10. 最美好的未來（KTV版）                       |
| 4th    | 完整愛 台灣進口版     | 國語EP   | 英皇娛樂                      | 2014年6月24日  | 曲目 CD 1. 星星的眼淚 與羅力威合唱 2. 一輩子 3. 因為什麼 4. 完整愛 與張韶涵合唱 5. 最美好的未來 DVD 1. 星星的眼淚 MV 2. 一輩子 MV 3. 因為什麼 MV 4. 完整愛 MV 與張韶涵合唱 5. 完整愛 微電影                                       |
| 4th    | 完整愛 中國大陸版     | 國語EP   | 英皇娛樂 提供 天凱唱片 發行   | 2014年6月25日  | 曲目 CD 1. 星星的眼淚 與羅力威合唱 2. 一輩子 3. 因為什麼 4. 完整愛 與張韶涵合唱 5. 最美好的未來 DVD 1. 星星的眼淚 MV 2. 一輩子 MV 3. 因為什麼 MV 4. 完整愛 MV 與張韶涵合唱                                                        |
| 5th    | 聽說的幸福            | 國語EP   | 英皇娛樂                      | 2018年12月17日 | 曲目 CD 1. 聽說的幸福 2. 你不會懂 (劇集 動物系戀人啊 片尾特別指定曲) 3. 親愛的別讓我再想你 4. 我有你 5. 幸福出發 |
| 5th    | 聽說的幸福 中國大陸版 | 國語EP   | 英皇娛樂 提供 星外星唱片 發行 | 2019年7月日    | 曲目 CD 1. 聽說的幸福 2. 你不會懂 (劇集 動物系戀人啊 片尾特別指定曲) 3. 親愛的別讓我再想你 4. 我有你 5. 幸福出發 |

### 派台歌曲成績
註：組合名義的派台歌，請參閱Twins之頁面。
| 四台上榜歌曲最高位置 | 四台上榜歌曲最高位置 | 四台上榜歌曲最高位置 | 四台上榜歌曲最高位置 | 四台上榜歌曲最高位置 | 四台上榜歌曲最高位置 | 四台上榜歌曲最高位置                                                 |
| -------------------- | -------------------- | -------------------- | -------------------- | -------------------- | -------------------- | -------------------------------------------------------------------- |
| 唱片                 | 歌曲                 | 903                  | RTHK                 | 997                  | TVB                  | 備註                                                                 |
| 2006年               |                      |                      |                      |                      |                      |                                                                      |
| Musick               | 良心發現             | -                    | 16                   | 14                   | 7                    | 與關智斌合唱                                                         |
| 流行音樂潮拜         | 不枉此生             | -                    | -                    | -                    | -                    | 與譚耀文合唱 電視劇《雪山飛狐》主題曲                                |
| 2009年               |                      |                      |                      |                      |                      |                                                                      |
| 人人彈起             | 生活在他方           | -                    | -                    | 5                    | -                    | 舞臺劇星爸亞爸宣傳歌曲 Radio Mix版本                                 |
| 人人彈起             | 心多（Radio Edit）   | 14                   | 8                    | 1                    | 2                    | 首支冠軍歌 Featuring 歐陽靖 中原電器電視廣告主題曲 另派Miami Rap版本 |
| 2010年               |                      |                      |                      |                      |                      |                                                                      |
| 飛虎群星賀新歲       | 飛虎群星賀新歲       | -                    | 11                   | 5                    | -                    | 與古巨基、洪卓立、泳兒、鍾舒漫、陳偉霆合唱                           |
| 人人彈起             | 什麼是潮流           | -                    | -                    | -                    | -                    | 與陳偉霆合唱                                                         |
| Move On...           | 一生一世             | -                    | -                    | -                    | -                    | 與方力申合唱                                                         |
| Move On...           | 浪花上的人           | -                    | -                    | -                    | 2                    | 中原電器電視廣告主題曲                                               |
| Move On...           | 放低過去             | -                    | -                    | 6                    | 1                    |                                                                      |
| 2012年               |                      |                      |                      |                      |                      |                                                                      |
| 桐花                 | 全部都給你           | -                    | -                    | -                    | -                    | 與吳克羣合唱 TVB8：1 新城國語力：4                                   |
| 2013年               |                      |                      |                      |                      |                      |                                                                      |
| 桐花                 | 在一起               | 6                    | 14                   | -                    | 6                    | 與胡彦斌合唱 新城國語力：3 TVB8 : 2                                  |
| 桐花                 | 慣性冬眠             | -                    | -                    | -                    | 6                    | 新城國語力：3 TVB8：3                                                |
| 桐花                 | 回家以後             | -                    | -                    | -                    | 7                    |                                                                      |
| All Around Us        | 細味                 | -                    | -                    | -                    | -                    | 與洪卓立合唱 TVB8: 10                                                |
| 2014年               |                      |                      |                      |                      |                      |                                                                      |
| 完整愛               | 一輩子               | -                    | -                    | -                    | 9                    | 新城國語力：2 TVB8：3                                                |
| 完整愛               | 星星的眼淚           | -                    | 16                   | -                    | 1                    | 與羅力威合唱 新城國語力：1 TVB8：3                                   |
| I'm A Lucky Girl     | 最近比較煩           | -                    | -                    | -                    | -                    | 與鄭希怡、容祖兒、蔡卓妍合唱                                         |
| 2018年               |                      |                      |                      |                      |                      |                                                                      |
| 聽說的幸福           | 你不會懂             | -                    | -                    | -                    | -                    | 《動物系戀人啊》片尾推廣曲 香港亞洲電視騰訊流行音樂榜：5             |
| 聽說的幸福           | 幸福出發             | -                    | -                    | -                    | -                    |                                                                      |
| 聽說的幸福           | 聽說的幸福           | -                    | -                    | 9                    | -                    |                                                                      |
| 2019年               |                      |                      |                      |                      |                      |                                                                      |
| 聽說的幸福           | 親愛的別讓我再想你   | -                    | -                    | -                    | -                    |                                                                      |

| 各台冠軍歌總數 | 各台冠軍歌總數 | 各台冠軍歌總數 | 各台冠軍歌總數 | 各台冠軍歌總數    |
| -------------- | -------------- | -------------- | -------------- | ----------------- |
| 903            | RTHK           | 997            | TVB            | 備註              |
| 0              | 0              | 1              | 2              | 四台冠軍歌總數：0 |

### 其他歌曲
| 發行時間 | 歌曲名稱       | 備註                                                                |
| -------- | -------------- | ------------------------------------------------------------------- |
| 2001年   | 有幾壞         | 與 陳冠希 合唱                                                      |
| 2003年   | 我的爸爸媽媽   | 團體個人作，電影《低一點的天空》主題曲，收錄於Touch of Love專輯。   |
| 2005年   | 良心發現       | 與 關智斌 合唱                                                      |
| 2006年   | 我很想愛他     | 與 宋念宇 合音，收錄於八十塊環遊世界專輯。                          |
| 2006年   | 今天星期幾     | 團體個人作，收錄於八十塊環遊世界專輯。                              |
| 2006年   | 不枉此生       | 電視劇《雪山飛狐》主題曲，與 譚耀文 合唱。                          |
| 2006年   | 樂樂福牛       | 《北京殘奥會》吉祥物，「樂樂福牛」發布儀式 主題曲                   |
| 2007年   | 非愛不可       | 與 關智斌 合唱                                                      |
| 2007年   | 非君不嫁       | 團體個人作，收錄於Ho Hoo Tan專輯。                                  |
| 2007年   | 錯在聰明       | 團體個人作，收錄於Party專輯。                                       |
| 2007年   | 雙重打擊       | 團體個人作，收錄於Party專輯。                                       |
| 2008年   | 可愛可不愛     | 團體個人作，收錄於桐話妍語專輯。                                    |
| 2008年   | 你看得見嗎     | 團體個人作，收錄於桐話妍語專輯。                                    |
| 2008年   | 季節限定       | 團體個人作，收錄於桐話妍語專輯。                                    |
| 2010年   | 飛虎群星賀新歲 | 英皇賀年合輯，與 英皇群星 合唱                                      |
| 2010年   | 一直看見天使   | 與 容祖兒 合音                                                      |
| 2011年   | 不要輸給心痛   | 愛心無國界311燭光晚會主題曲，共有日語、國語、廣東話三版本；群星合唱 |
| 2011年   | 山重水又復     | 電視劇《大唐女巡按》片尾曲                                          |
| 2011年   | 你會幸福的     | 填詞，團體個人作，收錄於3650專輯。                                  |
| 2011年   | Rainbow        | 填詞，團體個人作，收錄於3650專輯。                                  |
| 2012年   | 全部都給你     | 與 吳克羣 合唱                                                      |
| 2013年   | 細味           | 與 洪卓立 合唱                                                      |
| 2014年   | 最近比較煩     | 與 鄭希怡、容祖兒、蔡卓妍 合唱                                      |
| 2016年   | 把悲傷留給自己 | 電影《羅曼蒂克消亡史》宣傳曲，與 左小祖咒 合唱。                    |
| 2022年   | 雙面人         | 劇集《女法醫JD》片尾曲                                              |

## 影視作品

### 電影
- 截至現時為止曾參與49部電影演出，依上映年份如下：

| 年 份  | 電影名稱             | 角 色          | 導 演         | 備 註                                     |
| ------ | -------------------- | -------------- | ------------- | ----------------------------------------- |
| 2002年 | 怪獸學園             | 唐糖           | 張志成        |                                           |
| 2002年 | 這個夏天有異性       | 鍾樂珊         | 馬偉豪        |                                           |
| 2002年 | 賤精先生             | 阿嬌           | 關信輝        |                                           |
| 2002年 | 一碌蔗               | 滅絕師太       | 葉錦鴻        |                                           |
| 2003年 | 千機變               | Gypsy          | 林超賢 甄子丹 |                                           |
| 2003年 | 低一點的天空         | 白雪仙         | 姚天堂        |                                           |
| 2003年 | 愛在陽光下           | 阿嬌           | 劉德華        |                                           |
| 2003年 | 黑白森林             | Katie          | 王晶 麥子善   |                                           |
| 2003年 | 絕種鐵金剛           | 忌廉           | 王 晶         |                                           |
| 2003年 | 古宅心慌慌           | 丁玲           | 鄭保瑞        |                                           |
| 2004年 | 鬼馬狂想曲           | 筷子姊妹花     | 韋家輝        |                                           |
| 2004年 | 見習黑玫瑰           | 老嬌           | 甄子丹 黃真真 |                                           |
| 2004年 | 戀情告急             | 阿雯           | 林超賢        |                                           |
| 2004年 | 千機變II之花都大戰   | 藍翎           | 元奎 梁柏堅   |                                           |
| 2004年 | 大無謂               | Twins          | 關信輝        |                                           |
| 2004年 | 新紮師兄             | 穎芝           | 王晶          |                                           |
| 2004年 | 公主復仇記           | 陳蕙貞         | 彭浩翔        | 入圍第十屆金紫荊獎最佳女演員              |
| 2005年 | 精武家庭             | 芳芳           | 馮德倫        |                                           |
| 2005年 | 蟲不知               | 姑姑           | 羅志良        | 客串                                      |
| 2006年 | 犀照                 | 藍小芊         | 林健龍        |                                           |
| 2007年 | 雙子神偷             | 寶珠           | 江道海        |                                           |
| 2007年 | 地獄第19層           | 春雨（Rain）   | 黎妙雪        |                                           |
| 2007年 | 破事兒               | 鄭詩慧         | 彭浩翔        |                                           |
| 2008年 | 梅蘭芳               | 福芝芳（青年） | 陳凱歌        | 戲份全被刪減                              |
| 2008年 | W.                   | 肚皮舞女郎     | 奧利華·史東   | 美国上映 · 戲份收錄於DVD                  |
| 2010年 | 越光寶盒             | 孫尚香         | 劉鎮偉        |                                           |
| 2010年 | 前度                 | 周怡           | 麥曦茵        |                                           |
| 2010年 | 出水芙蓉             | 羅嬌           | 劉鎮偉        |                                           |
| 2010年 | 大玩家               | 美女           | 牛朝陽        | 中国大陆上映                              |
| 2011年 | 午夜凶夢             | Angela         | 葉偉英        | 中国大陆上映                              |
| 2013年 | 愛情不NG             | 蘇妮娜         | 朱時茂        | 中国大陆上映                              |
| 2013年 | 葉問：終極一戰       | 陳四妹         | 邱禮濤        |                                           |
| 2013年 | 超級經理人           | 韓籍華裔女警   | 馮志強        | 客串                                      |
| 2013年 | 白狐                 | 小 翠          | 牛朝陽        | 中国大陆上映                              |
| 2014年 | 王牌                 | 蘇 捷          | 范建會        | 中国大陆上映                              |
| 2015年 | 情劍                 | 珠兒           | 陳咏歌        | 中国大陆上映 · 電視劇《浣花洗劍錄》剪輯版 |
| 2016年 | 那件瘋狂的小事叫愛情 | 樓蘭公主       | 鄒佡          | 客串                                      |
| 2016年 | 大話西遊3            | 春三十娘       | 劉鎮偉        | 大話西遊第三部                            |
| 2016年 | 羅曼蒂克消亡史       | 五太太         | 程耳          |                                           |
| 2017年 | 仙球大戰             | 長平公主       | 劉鎮偉        | 中国大陆上映                              |
| 2017年 | 原諒他77次           | Heartbeat      | 邱禮濤        | 客串                                      |
| 2017年 | 京城81號2            | 紀金翠/林瑤    | 錢人豪        |                                           |
| 2019年 | 失蹤                 | 薛芷盈         | 趙羅尼        |                                           |
| 2021年 | 河豚(網絡電影)       | 蔣漫枝         | 刑鍵鈞        | 中国大陆上映                              |
| 2021年 | 封神：妲己(網絡電影) | 蘇妲己         |               | 中国大陆上映                              |
| 2022年 | 青蛇：前緣(網絡電影) | 青蛇           | 羅杰          | 中国大陆上映                              |
| 2023年 | 女子監獄             | 梁鳳鳴         | 呂美鳳        | 除電影院外，迪士尼DISNEY plus 亦有上映    |
| 2024年 | 畫皮：情滅(網絡電影) | 阿若           |               |                                           |
| 2025年 | 好好說再見           | 應諾           |               |                                           |

### 電視劇（香港）
| 年份   | 播出頻道                   | 劇名                   | 角色     | 備註         |
| 2002年 | 無綫翡翠台                 | 《齊天大聖孫悟空》     | 紫薇仙子 |              |
| 2002年 | 無綫翡翠台                 | 《一Twins零一夜》      | 阿嬌     |              |
| 2002年 | 無綫翡翠台                 | 《衝上雲霄》           | 歌星     | 客串         |
| 2003年 | now.com.hk                 | 《一起喝采》           | Tina     |              |
| 2003年 | now.com.hk                 | 《2半3更之困［車立］》 | 阿嬌     |              |
| 2003年 | 寰宇                       | 《 功夫足球》          | 嬌姐     |              |
| 2004年 | 亞視                       | 《上海灘之俠醫傳奇》   | 區歡喜   |              |
| 2004年 | 無綫翡翠台                 | 《赤沙印記@四葉草.2》  | 阿嬌     | 客串         |
| 2005年 | 無綫翡翠台                 | 《飛越大長針》         | 中宗皇帝 |              |
| 2022年 | 騰訊視頻、愛奇藝、無綫電視 | 《女法醫JD》           | 林小美   | 馬來西亞拍攝 |

### 電視劇（中國大陸及台灣）
| 年份   | 播出頻道                 | 劇名               | 角色             | 備註                                                                                   |
| 2007年 | 亞視                     | 《雪山飛狐》       | 程靈素           |                                                                                        |
| 2007年 | 亞視                     | 《浣花洗劍錄》     | 珠兒             |                                                                                        |
| 2007年 |                          | 《家有寶貝》       | 阿嬌             |                                                                                        |
| 2007年 | 亞視                     | 《A計劃》          | 高曼尼           | 港譯:盜海奇兵                                                                          |
| 2011年 | 江蘇衛視                 | 《女媧傳說之靈珠》 | 白矖、仙樂、丁瑤 |                                                                                        |
| 2011年 | 重慶電視台               | 《大唐女巡按》     | 謝瑤環           |                                                                                        |
| 2011年 | 湖南衛視                 | 《武則天秘史》     | 上官婉兒         |                                                                                        |
| 2012年 | 深圳衛視                 | 《歡樂元帥》       | 天貓女、妙妙     |                                                                                        |
| 2013年 | CCTV-1                   | 《財神有道》       | 八公主、丁如意   | 海外馬來西亞八度空間搶先播映                                                           |
| 2014年 | 湖南衛視                 | 《古劍奇譚》       | 巽芳公主         |                                                                                        |
| 2015年 | 東方電影頻道/愛奇藝      | 《迫在眉睫》       | 陳默             | 2018重新剪接-易名為《護寶聯盟》於愛奇藝播出                                            |
| 2018年 | 搜狐視頻/台視/八大戲劇台 | 《動物系戀人啊》   | 楚之河           | 新加坡及台灣拍攝。除中國及台灣播放，日本Home Drama Channel亦有播放，命名為《戀愛動物》 |
| 2024年 | 騰訊視頻                 | 《永夜星河》       | 魅女/怨女/慕容兒 | 國際平台Netflix、Rakuten Viki、Viu亦有播放                                             |
| 未播映 | TBA                      | 《夢回朝歌》       | 河桑             |                                                                                        |

### 微電影
| 年份   | 片名         | 角色    | 類型         | 導演   | 備註                       |
| 2012年 | 《完整愛》   | Gillian | 音樂微電影   | 陳映之 | 臺灣 香港 2014年6月9日播映 |
| 2016年 | 《超凡三國》 | 貂蟬    | 互動式微電影 | 劉鎮偉 | 中国大陆 2016年5月11日播映 |

### 動畫配音
| 年份   | 片名                       | 角色   |
| 2003年 | 《非常小特務之3D立體出擊》 | 狄美娜 |
| 2004年 | 《小飛俠》                 | 溫 蒂  |
| 2006年 | 《阿菲與阿May》            | 阿May  |
| 2007年 | 《閃閃的紅星之紅星小勇士》 | 小 蘭  |

### 藝術作品
| 發表年份 | 作品名稱     | 藝術家                  | 機構                           | 作品類型 | 備 註                                          |
| -------- | ------------ | ----------------------- | ------------------------------ | -------- | ---------------------------------------------- |
| 2009年   | 《0.7%的鹽》 | 內地年輕當代藝術家 蔣志 | 英國的白立方（White Cube）畫廊 | 短片     | 於香港中環干諾道中50號 由04/02/15-07/03/15展出 |

### 舞台劇
| 日期          | 時間    | 合作演員             | 表演地點           |
| ------------- | ------- | -------------------- | ------------------ |
| 《星爸亞爸》  |         |                      |                    |
| 2009年8月27日 | 晚上8時 | 鍾欣桐 陳淑儀 邵美君 | 香港演藝學院歌劇院 |
| 2009年8月28日 | 晚上8時 | 鍾欣桐 陳淑儀 邵美君 | 香港演藝學院歌劇院 |
| 2009年8月29日 | 下午3時 | 鍾欣桐 陳淑儀 邵美君 | 香港演藝學院歌劇院 |
| 2009年8月29日 | 晚上8時 | 鍾欣桐 陳淑儀 邵美君 | 香港演藝學院歌劇院 |
| 2009年8月30日 | 下午3時 | 鍾欣桐 陳淑儀 邵美君 | 香港演藝學院歌劇院 |
| 2009年8月30日 | 晚上8時 | 鍾欣桐 陳淑儀 邵美君 | 香港演藝學院歌劇院 |

### MV音樂錄影帶
| 發行時間 | 歌曲名稱       | 演唱者                          |
| -------- | -------------- | ------------------------------- |
| 2001年   | 有幾壞         | 陳冠希                          |
| 2001年   | 緋聞           | 陳冠希                          |
| 2001年   | 天使的禮物     | 陳奕迅                          |
| 2001年   | 你說得對       | 容祖兒                          |
| 2003年   | 惦記這一些     | 王傑                            |
| 2005年   | 良心發現       | 關智斌                          |
| 2005年   | 達明一派對     | 達明一派                        |
| 2010年   | 飛虎群星賀新歲 | 英皇群星                        |
| 2011年   | 不要輸給心痛   | 群星                            |
| 2011年   | 山重水又復     | 鍾欣潼                          |
| 2012年   | 全部都給你     | 鍾欣潼 & 吳克羣                 |
| 2013年   | 細味           | 鍾欣潼 & 洪卓立                 |
| 2014年   | 最近比較煩     | 鍾欣潼 & 鄭希怡、容祖兒、蔡卓妍 |
| 2016年   | 把悲傷留給自己 | 鍾欣潼 & 左小祖咒               |

### 廣播劇
| 年份   | 頻道         | 廣播劇名稱                   |
| ------ | ------------ | ---------------------------- |
| 2000年 | 香港電台     | 《天氣家族小舞台》           |
|        | 新城電台     | 《online上的戀人們》         |
| 2001年 | 香港電台     | 《生人勿近》                 |
|        | 商業電台     | 《女校男生》                 |
|        |              | 《落入凡間的天使》           |
|        |              | 《四點水》）                 |
| 2002年 | 香港電台     | 《恭喜發財馬友友》           |
|        | 商業電台     | 《I Love You Boyz 萬世巨星》 |
|        |              | 《小火花》                   |
| 2003年 | 商業電台     | 《四點水續集之落雨路》       |
| 2004年 | 香港電台     | 《無可奉告》                 |
|        | 商業電台     | 《短篇連續劇——丟架》         |
|        |              | 《短篇連續劇——精選》         |
|        | 新城電台     | 《小木偶冰上奇遇記》         |
|        |              | 《凌晨時分的初吻》           |
| 2005年 | 商業電台     | 《36計》                     |
|        | 馬來西亞電台 | 《見習一叮》                 |
| 2005年 | 商業電台     | 《黃金少年》                 |
|        | 新城電台     | 《10分愛》                   |
| 2009年 | 商業電台     | 《最好的時光》               |
| 2016年 | 港台第二台   | 《結婚花車》                 |

## 演唱會
- Twins演唱會，詳見於Twins之條目。

| 日期                   | 城市 | 国家 | 地点           |
| ---------------------- | ---- | ---- | -------------- |
| 個人演唱會《全欣為你》 |      |      |                |
| 2009年8月14日          | 佛山 | 中國 | 岭南明珠體育館 |
| 2009年8月22日          | 中山 | 中國 | 小欖體育館     |

## 爭議事件

### 八卦週刊偷拍事件
2006年8月發生了「阿嬌被偷拍事件」，《壹本便利》刊登鍾欣桐於後台更衣的照片，香港記者協會及新聞工作者聯會對此表示震驚及強烈譴責，認為偷拍事件嚴重侵犯個人私隱。多個婦女團體亦指偷拍行為嚴重侮辱女性，踐踏女性尊嚴。截至8月底，影視及娛樂事務管理處收到超過2000宗投訴，投訴周刊刊登裸露圖片，內容不雅，成為該處歷來接獲最多投訴的個案。淫褻物品審裁處評定該期《壹本便利》為二級不雅物品。
8月28日下午3時，無綫娛樂新聞台在將軍澳電視廣播城為鍾欣桐發起「私隱‧尊嚴─香港人既事」聲討行動，由無綫電視總經理陳志雲主持，鍾欣桐講述經歷。香港演藝人協會呼籲會員參與，超過100名藝人出席聲援。8月28日下午5時，婦女權益聯盟在尖沙咀天星碼頭發起簽名抗議行動，抗議《壹本便利》用偷拍照片圖利的行為。

### 不雅照事件
2008年1月，网上流出陈冠希与一些女星的私密不雅照，或称「淫照事件」，中國大陸稱為「艳照门事件」，钟欣桐为主要涉事女星之一。
2008年2月11日，鍾欣桐於出席歌迷聚會，首次就淫照事件发表公开声明：
大家好，新年快樂！今次這件事對我和我身邊的人都造成很大困擾和傷害，我承認以前好天真和好傻，但現在已經長大了！很多謝公司、家人、朋友對我的眷顧和支持！這件事對於社會大眾的影響，我深感抱歉！
數月後，鍾欣桐對早前發出的聲明作出澄清。阿嬌說開那個記者會，是要勇於面對，其實她內心感到非常抱歉，特別是對楊受成及成龍，只是當時她不想說出此話。當時公開聲明「好傻和好天真」更成為流行語。
鍾欣桐在电影《梅兰芳》中出演青年时期的梅兰芳夫人福芝芳一角，因此事件遭梅家后人非议，戏份全被删减。
因此事件停工約一年後，於2009年3月5日接受無綫收費電視訪談節目《志雲飯局》的訪問；2009年3月10日，由英皇娛樂聲明「正式復出」，首先為牛仔褲品牌Bauhaus的TOUGH牌子系列任亞太區代言人，舉行簽約儀式，計劃在中港台等地公開宣傳。而在2009年3月31日，無綫電視播出的《志雲飯局》鍾欣桐的專訪，廣播事務管理局共接獲679宗意見，同年8月演出英皇投資舞台劇《星爸亞爸》並發表第一首派台歌曲《生活在他方》。2010年1月，與阿Sa拍攝電影《全城热恋》宣傳片，以Twins成員身份復出。同年於4月在香港舉行1連三場的Twins《人人彈起》演唱會，其後為《人人彈起世界巡迴演唱會》。

## 影視獎項
| 年份   | 頒獎典禮                       | 獎項                         | 作品               | 角色        | 結果 |
| ------ | ------------------------------ | ---------------------------- | ------------------ | ----------- | ---- |
| 2005年 | 第10屆香港電影金紫荆獎         | 最佳女主角                   | 《公主復仇記》     | 陳蕙貞      | 提名 |
| 2011年 | 华鼎奖中國百強電視劇頒獎禮     | 華語喜劇電影最佳演員         | 《出水芙蓉》       | 羅嬌        | 獲獎 |
| 2011年 | 2011 優酷影視盛典              | 卓越表現女演員               | 《女媧傳說之靈珠》 | 仙樂 丁瑤   | 獲獎 |
| 2011年 | 2011 優酷影視盛典              | 港台地區最佳女演員           | 《女媧傳說之靈珠》 | 仙樂 丁瑤   | 獲獎 |
| 2011年 | 华鼎奖中國百強電視劇頒獎禮     | 傳奇類最佳女演員             | 《女媧傳說之靈珠》 | 仙樂 丁瑤   | 獲獎 |
| 2012年 | 第2屆樂視影視盛典              | 電視劇最受歡迎女演員（港台） | 《歡樂元帥》       | 天貓女 妙妙 | 獲獎 |
| 2012年 | 華鼎獎中國百強電視劇頒獎禮     | 古裝題材最佳女演員           | 《武則天祕史》     | 上官婉兒    | 獲獎 |
| 2013年 | 第五屆澳門國際電影節           | 最佳女配角                   | 《葉問：終極一戰》 | 陳四妹      | 獲獎 |
| 2014年 | 2014年金票根影迷嘉年华圆梦盛典 | 最受矚目女神獎               | 《誰是卧底之王牌》 | 蘇捷        | 獲獎 |
| 2017年 | 第十七屆華語電影傳媒大獎       | 最佳女配角                   | 《羅曼蒂克消亡史》 | 小五        | 獲獎 |

## 個人獎項
| 年份   | 獎項                                                                         |
| ------ | ---------------------------------------------------------------------------- |
| 2001年 | 《第七屆十大電視廣告頒獎典禮》：最具潛質新一代演員電視廣告獎                 |
| 2002年 | 《香港文匯報票選》：香港青少年心目中的特首人選 亞軍                          |
| 2003年 | 《2003香港太陽報》：年度夢中情人票選 :女性夢中情人 冠軍                      |
| 2004年 | 《2004香港太陽報》：年度夢中情人票選 :女性夢中情人 冠軍                      |
| 2005年 | 第十屆香港電影金紫荆獎 - 最佳女主角提名 （《公主復仇記》）                   |
| 2006年 | 「全國舞林大會總決賽」：最上鏡舞者                                           |
| 2006年 | 「全國舞林大會總決賽」：舞林人氣王                                           |
| 2006年 | 「全國舞林大會總決賽」：短信人氣王                                           |
| 2009年 | 「2009年香港YES雜誌」：最愛女情人冠軍                                        |
| 2009年 | 「2009品位盛典頒獎禮」：年度最佳突破藝人獎                                   |
| 2009年 | 「TOUGH Jeansmith 15周年紀念頒獎禮」：15強人獎－演藝界                       |
| 2009年 | 「時尚星光榜頒獎典禮」：香港地區最佳時尚藝人                                 |
| 2009年 | 「The Muse-Women We Love頒獎禮」：「青春女神」獎                             |
| 2010年 | 「2010勁歌金曲優秀選第三回」：得獎歌曲（《浪花上的人》）                     |
| 2010年 | 「新城勁爆頒獎禮2010」：新城勁爆跳舞歌曲（《心多》）                         |
| 2010年 | 「Yahoo!感情品牌大獎2009－2010」：廣告代言人大獎                             |
| 2010年 | 「第七屆勁歌王全球華人樂壇年度總選頒獎典禮」：飛躍歌手                       |
| 2010年 | 「華語金曲獎2010」：網絡人氣女歌手                                           |
| 2010年 | 電影《前度》獲選為香港國際電影節閉幕典影                                     |
| 2010年 | 電影《出水芙蓉》榮獲第三屆東京台東下町喜劇電影節邀請觀摩                     |
| 2010年 | 電影《出水芙蓉》榮獲韓國富川奇幻電影節邀請觀摩                               |
| 2011年 | 「2011勁歌金曲優秀選第一回」：得獎歌曲（《放低過去》）                       |
| 2011年 | 「Yahoo!感情品牌大獎2010－2011」：搜尋人氣品牌廣告代言人                     |
| 2011年 | 「YAHOO!搜尋人氣大獎2011」：至尊搜尋人氣票后                                 |
| 2011年 | 「Yahoo! Style Editor's Choice Award 2011」：Top Influential Beauty Icon     |
| 2011年 | 「 優酷影視盛典2011」：卓越表現女演員                                        |
| 2011年 | 「 優酷影視盛典2011」：港台地區最佳女演員                                    |
| 2011年 | 「2010中國華鼎電影盛典」：華語喜劇電影最佳演員 （《出水芙蓉》）              |
| 2011年 | 「2011華鼎獎中國百強電視劇頒獎典禮」：傳奇類最佳女演員〔《女媧傳說之靈珠》〕 |
| 2011年 | 「2010年度音樂先鋒榜頒獎典禮」: 年度樂壇進步獎                               |
| 2011年 | 「2010年度音樂先鋒榜頒獎典禮」: 年度對唱金曲（《就在現場》）                 |
| 2011年 | 「尚趣中國時尚新銳大典」：新銳型網絡最具影響力大獎                           |
| 2011年 | 「SINA Music樂壇民意指數頒獎禮2011」：新浪微博發聲女歌手                     |
| 2012年 | 「第二屆樂視影視盛典」：電視劇最受歡迎女演員（港台）                         |
| 2012年 | 「2012年華鼎獎中國百強電視劇頒獎典禮」：古裝題材最佳女演員〔《武則天祕史》〕 |
| 2012年 | 「YAHOO!搜尋人氣大獎2012」：至尊搜尋人氣票后                                 |
| 2012年 | 「SINA Music樂壇民意指數頒獎禮2012」：微博最高人氣關注歌手                   |
| 2013年 | 「愛奇藝2013年美麗中國晚會」：真我正能量明星                                 |
| 2013年 | 「2013年中國慈善榜」：年度慈善明星                                           |
| 2013年 | 「2013勁歌金曲優秀選第一回」最受歡迎華語歌曲獎：（《細味》）                 |
| 2013年 | 新城國語力頒獎禮2013：新城國語力亞洲人氣偶像                                 |
| 2013年 | 新城國語力頒獎禮2013：新城國語力歌曲（《慣性冬眠》）                         |
| 2013年 | 新城國語力頒獎禮2013：新城國語力女歌手                                       |
| 2013年 | 第十三屆全球華語歌曲排行榜：最受歡迎對唱歌曲（《在一起》）                   |
| 2013年 | 第十三屆全球華語歌曲排行榜：年度全能藝人獎                                   |
| 2013年 | 「2013年度音樂先鋒榜頒獎典禮」: 先鋒K歌后                                    |
| 2013年 | 「2013年度音樂先鋒榜頒獎典禮」: 年度最佳影視歌手                             |
| 2013年 | 「YAHOO!搜尋人氣大獎2013」：人氣國語歌曲（《桐花》）                         |
| 2013年 | 2013年度TVB8金曲榜頒獎典禮：金曲獎《慣性冬眠》                               |
| 2013年 | 2013年度新城勁爆頒獎禮：新城全國樂迷投選勁爆偶像大獎                         |
| 2013年 | 2013年度新城勁爆頒獎禮：新城勁爆國語歌曲獎《慣性冬眠》                       |
| 2013年 | 福布斯2013中國名人榜：第90位                                                 |
| 2014年 | IFPI香港唱片銷量大獎頒獎禮2013：十大銷量國語唱片《桐花》                     |
| 2014年 | QQ音樂2014年度盛典：年度熱歌金曲獎《桐花》                                   |
| 2014年 | QQ音樂2014年度盛典：年度最佳校園人氣獎                                       |
| 2014年 | 福布斯2014中國名人榜：第100位                                                |
| 2014年 | 新城國語力頒獎禮2014：新城國語力合唱歌曲《星星的眼淚》                       |
| 2014年 | 新城國語力頒獎禮2014：新城國語力亞洲人氣偶像                                 |
| 2014年 | 新城國語力頒獎禮2014：新城國語力歌曲《一輩子》                               |
| 2014年 | 「YAHOO!搜尋人氣大獎2014」：至尊搜尋人氣票后                                 |
| 2014年 | 「2014勁歌金曲優秀選第二回」：得獎歌曲（《星星的眼淚》）                     |
| 2015年 | 2014年度TVB8金曲榜頒獎典禮：金曲獎(《星星的眼淚》)                           |
| 2015年 | 第十屆勁歌王頒獎典禮: 最受歡迎合唱歌（《星星的眼淚》）                       |
| 2015年 | IFPI香港唱片銷量大獎頒獎禮2014：全年最高銷量國語唱片《完整愛》               |
| 2015年 | IFPI香港唱片銷量大獎頒獎禮2014：十大銷量本地歌手                             |
| 2015年 | IFPI香港唱片銷量大獎頒獎禮2014：十大銷量國語唱片《完整愛》                   |
| 2015年 | 微博之星2014 微博影響力十大頒獎禮: 微博十大影響力香港娛樂名人                |
| 2015年 | 第19屆全球華語榜: 榜中榜傳媒推薦歌手                                         |
| 2015年 | 東方衛視風從東方來娛樂影響力盛典: 港台地區風尚女藝人大獎                     |
| 2015年 | 「YAHOO!搜尋人氣大獎2015」：至尊搜尋人氣票后                                 |
| 2016年 | 「YAHOO!搜尋人氣大獎2016」：至尊搜尋人氣票后                                 |
| 2016年 | 微博之星2015微博影響力十大頒獎禮: 微博十大影響力香港娛樂名人                 |
| 2017年 | 「YAHOO!搜尋人氣大獎2017」：人氣廣告代言                                     |
| 2017年 | 微博之星2016微博影響力十大頒獎禮: 微博十大影響力香港娛樂名人                 |
| 2023年 | 中國慈善榜：年度榜樣慈善明星                                                 |

## 外部連結
- （繁體中文）Twins的Facebook專頁
- （繁體中文）鍾欣潼的Facebook專頁
- （繁體中文）鍾欣潼的新浪微博
- （繁體中文）鍾欣潼的Instagram帳戶
- （繁體中文）YouTube上的Twins頻道
- （繁體中文）鍾欣潼的快手帳戶（页面存档备份，存于）
- （繁體中文）Twins的iTunes（页面存档备份，存于）
- （繁體中文）鍾欣潼的iTunes（页面存档备份，存于）
- （繁體中文）鍾欣潼/英皇娛樂 Official
- 鍾欣潼在互联网电影资料库（IMDb）上的資料（英文）
- 鍾欣潼在香港影庫上的簡介
- 鍾欣潼在豆瓣上的资料（简体中文）
- 鍾欣潼在时光网上的簡介（简体中文）